# Blythewood
Blythewood est une ville de l'État américain de Caroline du Sud, située dans les comtés de Richland et de Fairfield. Selon le recensement de 2010, sa population est de 2 034 habitants.

## Démographie
| 1980 | 1990 | 2000 | 2010  | - | - |
| ---- | ---- | ---- | ----- | - | - |
| 92   | 164  | 170  | 2 034 | - | - |